# Diecezja Tonga
Diecezja Tonga (łac.: Dioecesis Tongana, ang. Diocese of Tonga) – katolicka diecezja na Tonga, Siedziba biskupa znajduje się w katedrze Niepokalanego Poczęcia Najświętszej Maryi Panny w Nukuʻalofie. Podlega bezpośrednio pod Stolicę Apostolską. Swoim zasięgiem obejmuje państwo Tonga. Autor herbu jest słowacki heraldyk Marek Sobola. Herb został przyjęty w 2017 roku.

## Historia
23 sierpnia 1842 utworzono wikariat apostolski Środkowej Oceanii. Dotychczas wierni z tych terenów należeli do wikariatu apostolskiego Zachodniej Oceanii (obecnie diecezja Auckland). 13 kwietnia 1937 omawiana jednostka zmieniła nazwę na wikariat apostolski Wysp Tonga, a 22 marca 1957 na wikariat apostolski Wysp Tonga i Niue. 21 czerwca 1966 został on wyniesiony do rangi diecezji i przyjął obecną nazwę.

## Ordynariusze

### Wikariusze apostolscy
- Pierre Bataillon SM (1842–1863)
- Aloys Elloy SM (1872 lub 1877–1878)
- Jean-Amand Lamaze SM (1879–1906)
- Armand Olier SM (1906–1911)
- Joseph Félix Blanc SM (1912–1953)
- John Rodgers SM (1953–1966)

### Biskupi
- John Rodgers SM (1966–1972)
- Patelisio Punou-Ki-Hihifo Finau SM (1972–1993)
- Soane Lilo Foliaki SM (1994–2008)
- kard. Soane Patita Paini Mafi (2008 – nadal) kreowany kardynałem w 2015

## Główne świątynie
- Katedra Niepokalanego Poczęcia Najświętszej Maryi Panny w Nukuʻalofie